# Astrosierra
Astrosierra is een geslacht van slangsterren uit de familie Gorgonocephalidae.

## Soorten
- Astrosierra amblyconus (H.L. Clark, 1909)
- Astrosierra densus Baker, 1980
- Astrosierra microconus (H.L. Clark, 1914)